# Centrioncus decoronotus
Centrioncus decoronotus är en tvåvingeart som beskrevs av Feijen 1983. Centrioncus decoronotus ingår i släktet Centrioncus och familjen Diopsidae.
Artens utbredningsområde är Kenya. Inga underarter finns listade i Catalogue of Life.